# Sharon Wee
Sharon Wee (* 5. Oktober 1977 in Malakka) ist eine ehemalige malaysische Squashspielerin. 

## Karriere
Sharon Wee war von 2006 bis 2010 war sie auf der WSA World Tour aktiv und gewann acht Titel bei insgesamt 23 Finalteilnahmen. Ihre höchste Platzierung in der Weltrangliste erreichte sie mit Position 18 im Dezember 2006. Mit der malaysischen Nationalmannschaft nahm sie 2000, 2002, 2004, 2006, 2008 und 2010 an Weltmeisterschaften teil. 2006, 2008 und 2010 belegte sie mit der Mannschaft jeweils den dritten Platz.
Zwischen 1998 und 2004 stand Sharon Wee sechsmal im Hauptfeld der Einzelweltmeisterschaft. Sie kam dabei jedoch nie über die erste Runde hinaus. Insgesamt sechsmal wurde sie mit der Mannschaft Asienmeister. Im Einzel wurde sie 2004 Vize-Asienmeister hinter Nicol David. Bei Asienspielen gewann sie 2002 und 2006 jeweils eine Bronzemedaille im Einzel. 2010 gewann sie mit der malaysischen Mannschaft Gold. Für Malaysia trat sie 1997 und 2009 bei den World Games an. 1997 scheiterte sie in der Vorrunde, 2009 in der ersten Runde. 1998, 2002 und 2006 gehörte sie bei den Commonwealth Games zum malaysischen Aufgebot und trat jeweils im Einzel an, 2006 zusätzlich im Doppel.

## Erfolge
- Vize-Asienmeister: 2004
- Asienmeister mit der Mannschaft: 6 Titel (1996, 1998, 2002, 2004, 2006, 2008)
- Gewonnene WSA-Titel: 8
- Asienspiele: 1 × Gold (Mannschaft 2010), 2 × Bronze (Einzel 2002 und 2006)